# Gagoré
Gagoré  è una città e sottoprefettura della Costa d'Avorio appartenente al dipartimento di Lakota. Conta una popolazione di 15 011 abitanti (censimento 2014).